# Anoplostethus laetus
Anoplostethus laetus är en skalbaggsart som beskrevs av Rothschild och Jordan 1894. Anoplostethus laetus ingår i släktet Anoplostethus och familjen Rutelidae. Inga underarter finns listade i Catalogue of Life.

## Bildgalleri

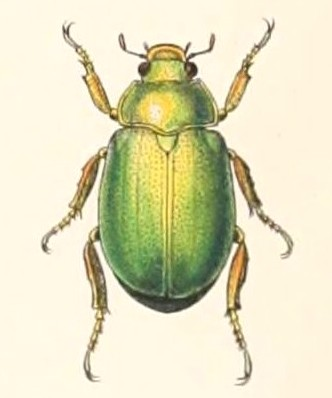